# Victoria (Malta)
Victoria, známá také jako Rabat nebo pod názvem Città Victoria, je hlavní městem Goza, druhého největšího ostrova státu Malta. Nachází se v Regionu Gozo Počet obyvatel v březnu roku 2014 činil 6 901 osob, což znamená, že je nejlidnatější lokalitou na Gozu.

## Historie

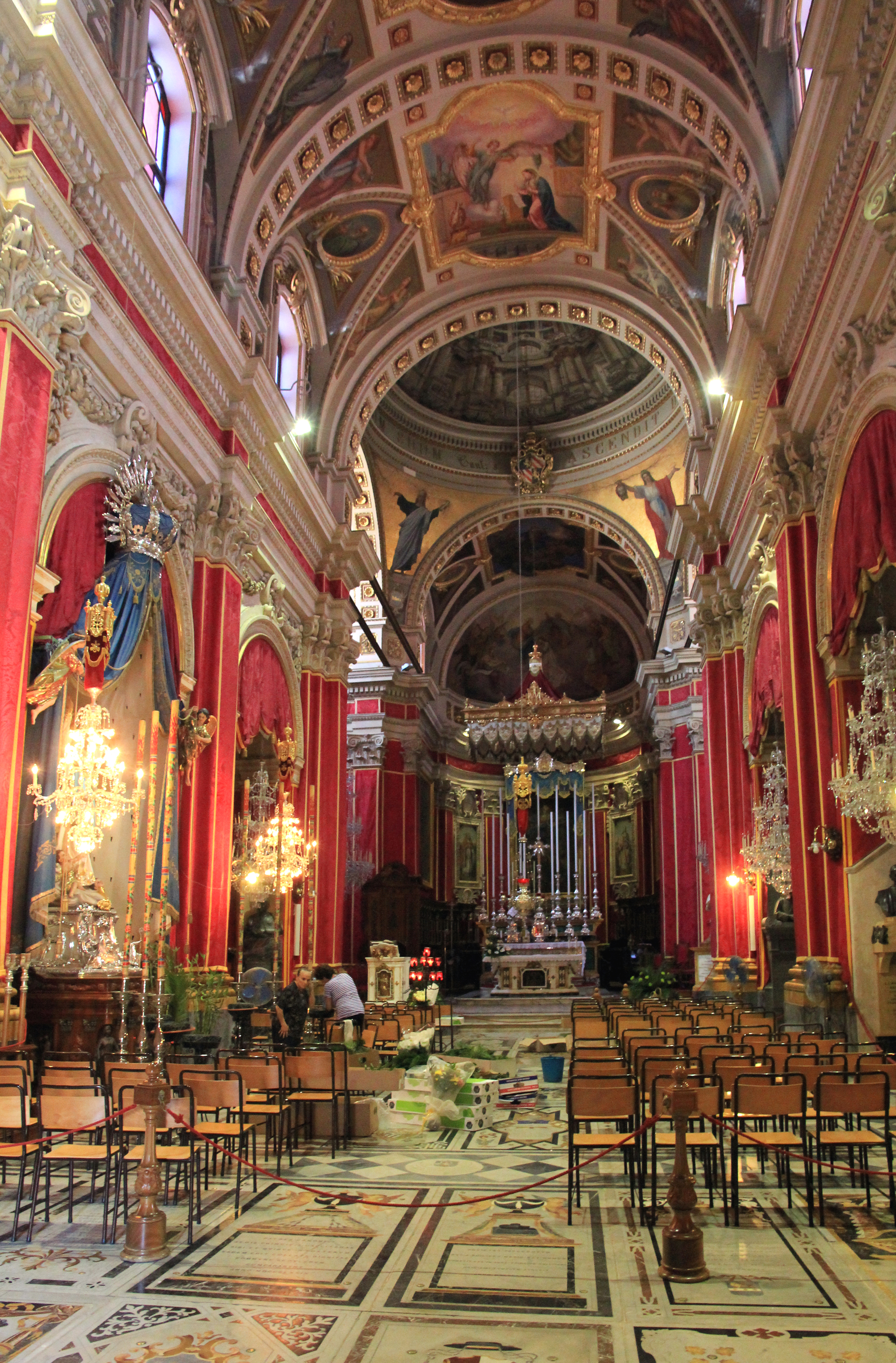
Interiér katedrály v Citadele, Victoria

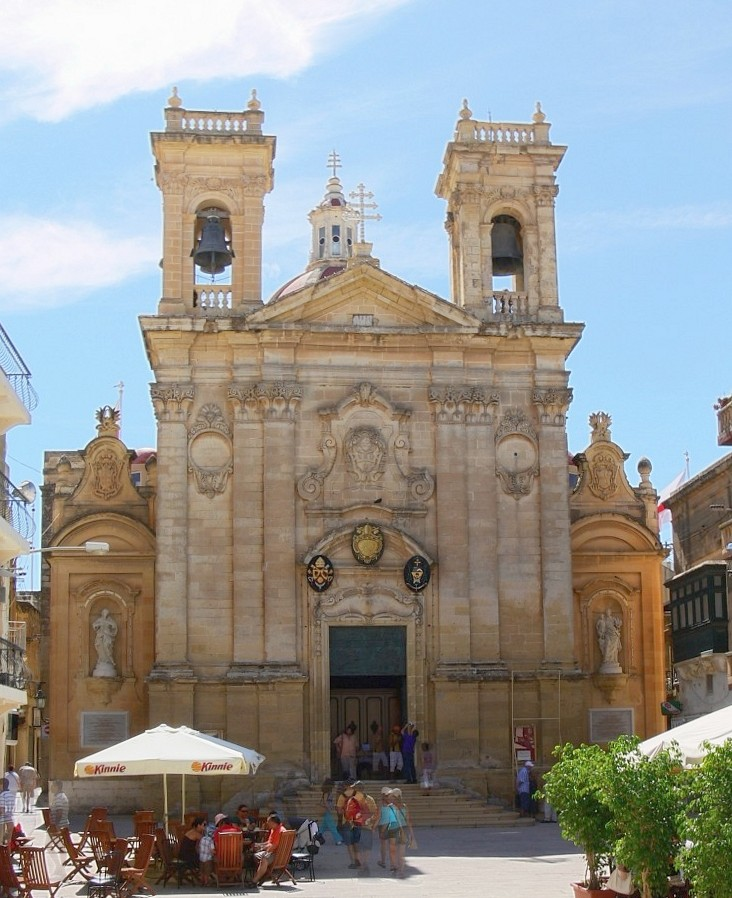
Basilika Sv. Jiří

Podle archeologických nálezů byla tato oblast osídlena již v době bronzové. Ve 3. století př. n. l. zde byla postavena římská osada. V období let 535 - 870 patřilo místo Byzantské říši.
Během arabské okupace (od roku 1127) dostala osada jméno Rabat. V té době se osada sestávala v podstatě z citadely, ve které obyvatelé Goza hledali úkryt před útoky pirátů. Přesto však v červenci 1551 byla téměř celá populace Goza a Rabatu zajata a prodána do otroctví na trzích s otroky v severní Africe. Osada pak zůstala řadu následujících let neobydlena a během času do značné míry zchátrala.
V roce 1599 začala rekonstrukce citadely pod vedením Řádu Maltézských rytířu. Kolem místa byly postaveny masivní obranné kamenné zdi pro ochranu před nájezdy lupičů, korzárů a především na ochranu před možnou invazí muslimských sil bojujících proti křesťanství. V roce 1693 byla značná část Citadely a města zničena zemětřesením.
V roce 1814 přešla Malta a Gozo pod britskou správu a Gozo se pak roku 1864 stalo nezávislou církevní diecézí s Rabatem (Victorii) jako sídlem biskupa. V roce 1887 byla této osadě udělena městská práva a došlo k přejmenování na Rabat Victoria.

## Slavnosti ve Victorii
Ve Victorii se slaví celkem 5 svátků, dva hlavní jsou svátek svatého Jiří a svátek Nanebevzetí Panny Marie. Středem oslav P. Marie dne 15. srpna je katedrála v centru Citadely dominující celému ostrovu. Druhý svátek sv. Jiří, patrona Goza se slaví vždy 3. neděli v červenci v Bazilice svatého Jiří v centru města Victoria.
Dalším svátkem je svátek Neposkvrněného Početí v kostele svatého Františka vždy 8. prosince každého roku pod patronací františkánských mnichů místního kláštera. Slavnost Panny Marie Božské Milosti je oslavována jako poslední událost sváteční sezóny františkánskými kapucíny v kostele zasvěceném Panně Marii Boží milosti. Svátek svatého Jana Boska se slaví v oratoři nesoucí jeho jméno.